# Onthophagus pullus
Onthophagus pullus är en skalbaggsart som beskrevs av Roth 1851. Onthophagus pullus ingår i släktet Onthophagus och familjen bladhorningar. Inga underarter finns listade i Catalogue of Life.